# Zwickel (Adelsgeschlecht)

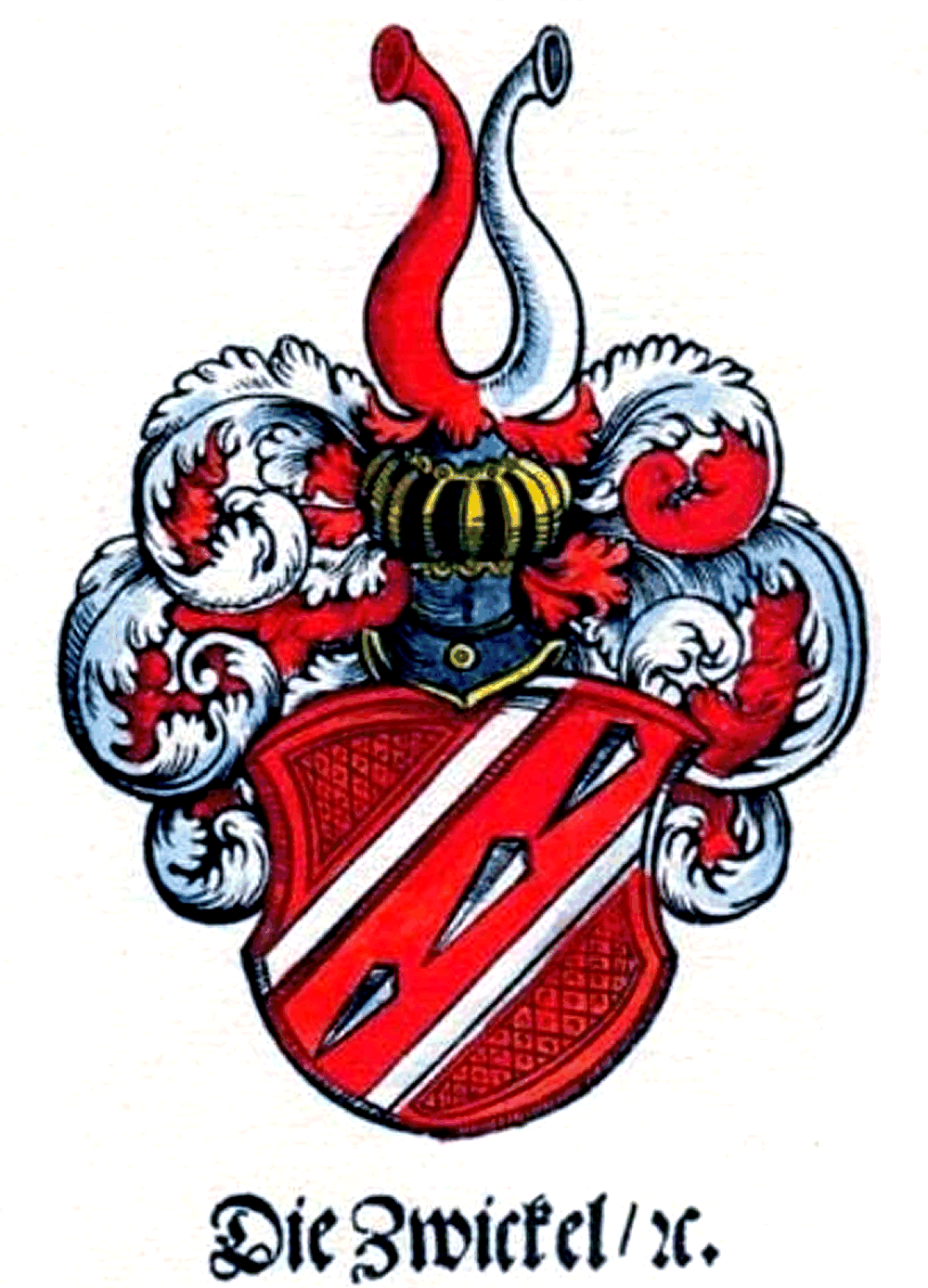
Wappen der Zwickel

Zwickel (auch Zwickl oder Zwiggel, Zwickel in Wayer oder Zwickel zum Weyer bzw. Khisl genannt Zwikhl oder Zwickel genannt Khiesl) war der Name eines steiermärkischen Adelsgeschlechts, das auch in Österreich begütert war.

## Geschichte

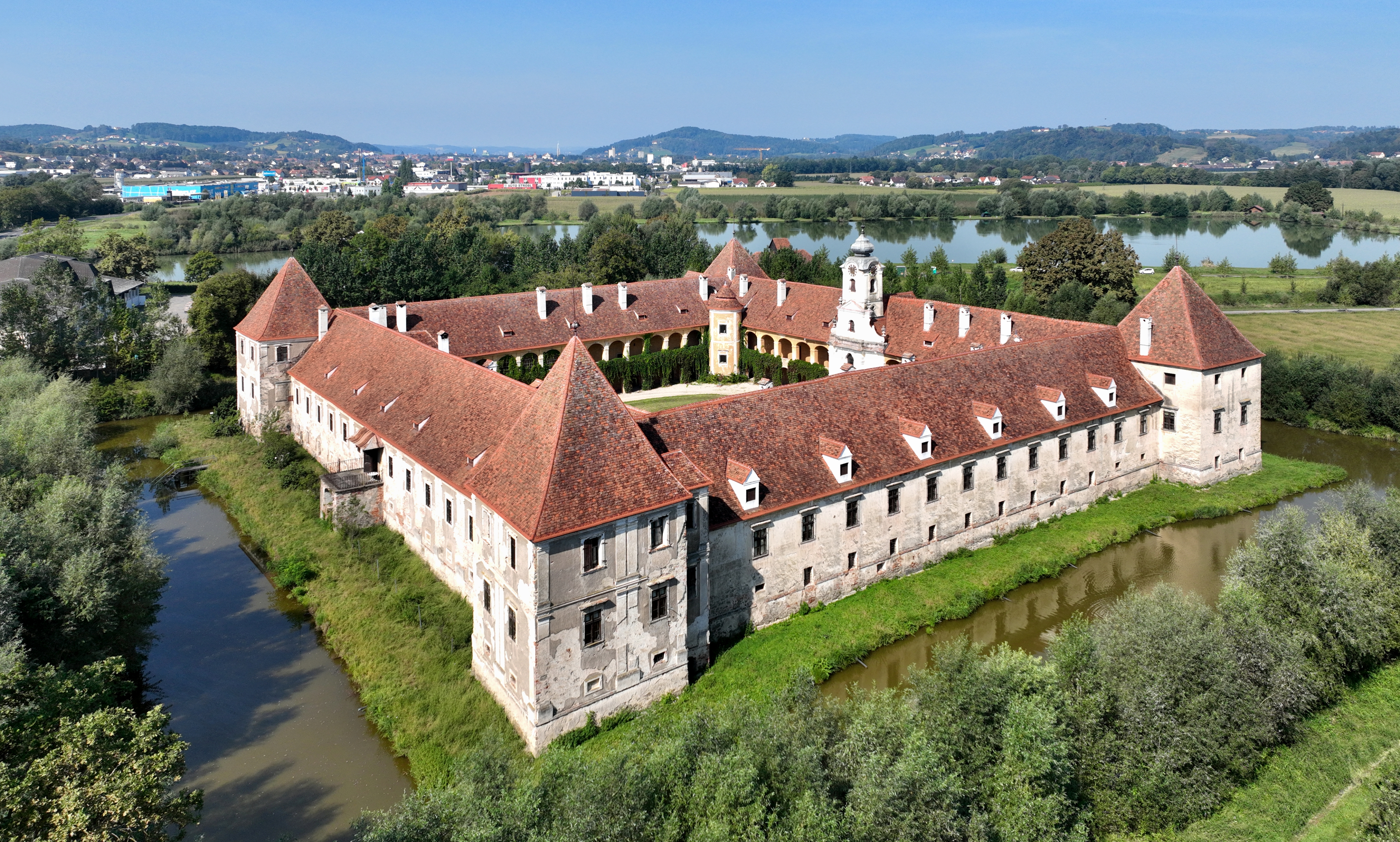
Schloss Hainfeld

Erstmals urkundlich erscheint die Familie um 1500 mit Bartholomäus Zwickel  auf Schloss Weyer bei Judenburg, entstanden aus einem Bauernhof (Sandhof). Er mit Dorothea Graswein/Gräßwein verheiratet. Einer ihrer Söhne, Christoph Zwickel (um 1530–11. März 1578), war kaiserlicher Oberküchenmeister.

### Wolf Zwickl von Weyer und Schrattenberg
1573 gelang es Wolf Zwickl von Weyer und Schrattenberg († 1582), der über seine Ehefrau Amalie geb. Winkler ein Viertel am Schloss Hainfeld erworben hatte, das ganze Gut in seiner Hand zu vereinigen. Fünf Jahre später wurde er mit der Herrschaft belehnt. Er war der Vater von Georg Bartholomäus Zwickel dem Älteren, nach anderen Angaben war dies Christoph Zwickel.

### Georg Bartholomäus Zwickel der Ältere
Georg Bartholomäus Zwickel (um 1560–14. April 1605), verheiratet mit Maria Thannhausen war der Vater des kaiserlichen Kämmerers Freiherr Georg Bartholomäus Zwickel des Jüngeren gen. Khisl (* um 1600–1656).

### Georg Bartholomäus Zwickel gen. Khisl
Georg Bartholomäus Zwickel der Jüngere (* um 1600–1656) wurde 1623 von Kaiser Ferdinand II. unter dem Namen Kisel (Kissel, Kiesel, Küssel, Khiessl, Khiesl,  Khysl) in den Grafenstand (Georg Bartlme Khisl genandt Zwikhl Graff) erhoben wurde, da er der durch seine verwitwete und wiederverheiratete Mutter Maria geb. Thannhausen Adoptivsohn und Universalerbe des kaiserlichen Oberstkämmerers Hans Jakob Kisel (1565–1638).
1640 erhielt er von Kaiser Ferdinand III. die Bestätigung des von Hans Jakob Kisel ererbten Namens und Wappens sowie des Reichsgrafenstandes mit der Titulatur Graf von Khisl und Gottschee (gebohrner Zwickl Freyherr), Freyherr zu Gannowitz und Kaltenbrunn, Herr zu Khiseleck, Reiffnitz, Mahrburg, Hainfelden, Schrättenberg, Oberst Erbland Jägermeister in Krain und in der Windischen Mark, und Oberster Erb-Truchseß in Görz, kaiserlicher Kämmerer.

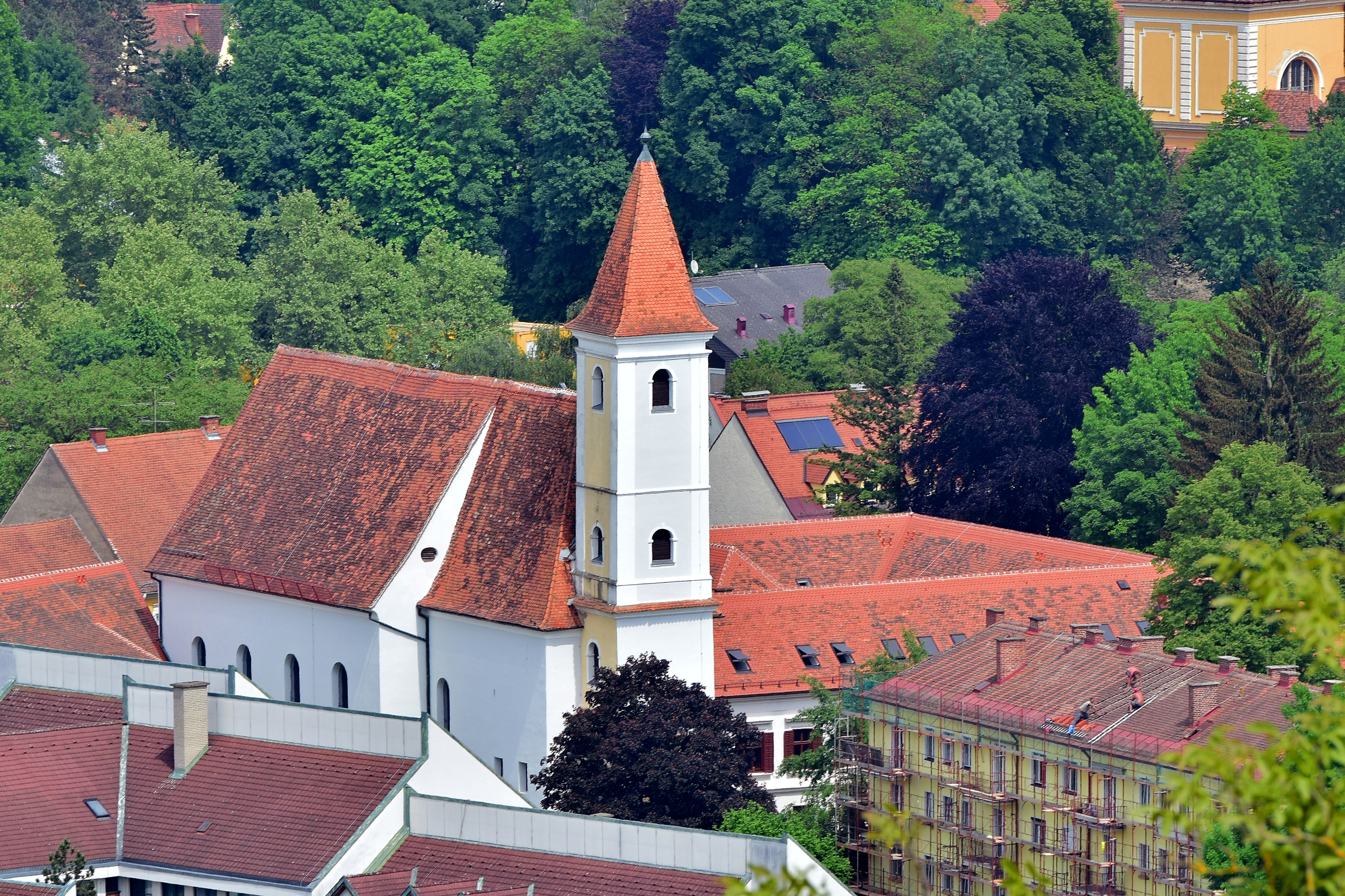
Der von Graf Georg Bartholomeus Zwickel gen. Khissl 1642 vollendete Bau, damals als Franziskanerkloster, heute Schulgebäude, in Feldbach

Den Wunsch seines verstorbenen Adoptivvaters, des Grafen Khissl, erfüllend, errichtete Georg Bartholomeus Zwickel mit 1640 erhaltener kaiserlicher Bewilligung in der Nähe des Schlosses Hainfeld einen Klosterbau in Feldbach für die Franziskaner, die ihn 1647 bezogen.
Georg Bartholomeus verkaufte die ererbte Grafschaft Gottschee und die Herrschaft Pölland 1641 an Graf Wolf Engelbert von Auersperg.
Seit 28. Januar 1633 war er mit Anna Maria Berka von der Duba (1613–1674) verheiratet. Ihre Kinder waren Katharina  (1635–1655), Elisabeth (1638–1694), Johann Jakob Bartholomä und Anna Maria (1643–1703).

### Anna-Maria Zwickel gen. Khisl
Anna-Maria Zwickel (* 14. Dezember 1643 in Graz, † 17. September 1703 Wien) heiratete am 10. April 1670 Adam Wilhelm Graf von Brandis (* 22. November 1636 in Wien, † 6. April 1699 ebenda). Aus dieser Ehe stammten acht Kinder: Maria Anna, Franziska, Barbara, Susanna, Franz Jakob, Esther, Leopold, Maria Catharina. Anna-Maria gemeinsam mit ihrer Nichte Maia Eleonore Khiesl verheiratete Gräfin Rosenberg, Universalerbin ihrer Schwester Elisabeth verheiratete Gräfin Trautmannsdorf.
Die Herrschaft Marburg an der Drau (heute Maribor) in der Untersteiermark kam über die Nachlässe von Anna Zwickel und ihrer Nichte Maria Eleonore am 1. August 1737 durch Abzahlung aller Schulden an deren Sohn Franz Jakob Graf Brandis (1677–1746).

### Johann Jakob Bartholomäus Zwickel gen. Khisl
Johann Jakob Bartholomäus Zwickel gen. Khisl (* um 1640 in Graz, † 1691) war der einzige Sohn von Georg Bartholomäus Zwickel dem Jüngeren. Wegen des 1641 erfolgten Verkaufs der Grafschaft Gottschee fiel die Titulatur folgendermaßen aus: Graf von Khisl, Freyherr zu Kaltenbrunn, und Gannowitz, Herr zu Mahrburg, Hainfelden etc., Oberster Erbland Jägermeister in Krain und in der Windischen Mark, und Oberster Erb-Truchseß in Görz, kaiserlicher Kämmerer und in Österreich Regierungs-Rath.
Verheiratet war er mit Polixena (* um 1660, † 1733), einer Tochter des kaiserlichen Feldmarschalls Graf Raimondo Montecuccoli bzw. Schwester des Generals Fürst Leopold Philipp Montecuccoli. Seine Witwe starb erst 1733 im Alter von 84 Jahren in St. Pölten, wo sie im Franziskanerkloster beigesetzt wurde. Ihr einziges Kind war die Tochter Maria Eleonore.
Mit dem Tod des Grafen Johann Jakob Bartholomäus erloschen die Zwickel (genannt Khisl) 1691 im Mannesstamm.

### Maria Eleonore Khiesl
Die einzige Tochter von Johann Jakob Bartholomäus Zwickel, Maria Eleonore Khiesl brachte 1695 die Herrschaft Hainfeld in die Ehe mit Graf Leopold Joseph Orsini-Rosenberg ein. Verwitwet verkaufte sie die Herrschaft 1710 an den Grafen Wenzel Karl von Purgstall.  Anna-Maria gemeinsam mit ihrer Nichte Maria Eleonore Khiesl verheiratete Gräfin Rosenberg, Universalerbin ihrer Schwester Elisabeth verheiratete Gräfin Trautmannsdorf.
Die Herrschaft Marburg an der Drau (heute Maribor) in der Untersteiermark kam über ihren Nachlass und über den ihrer Tante Anna Zwickel am 1. August 1737 durch Abzahlung aller Schulden an Annas Sohn Franz Jakob Graf Brandis (1677–1746).

## Wappen
Das redende Stammwappen der Zwickel zeigt im roten Schild schräglinks gestellt drei silberne Zwickel, eingefasst von zwei silbernen Leisten. Auf dem Helm mit rot-silbernen Decken zwei Büffelhörner, das rechte rot, das linke silbern.

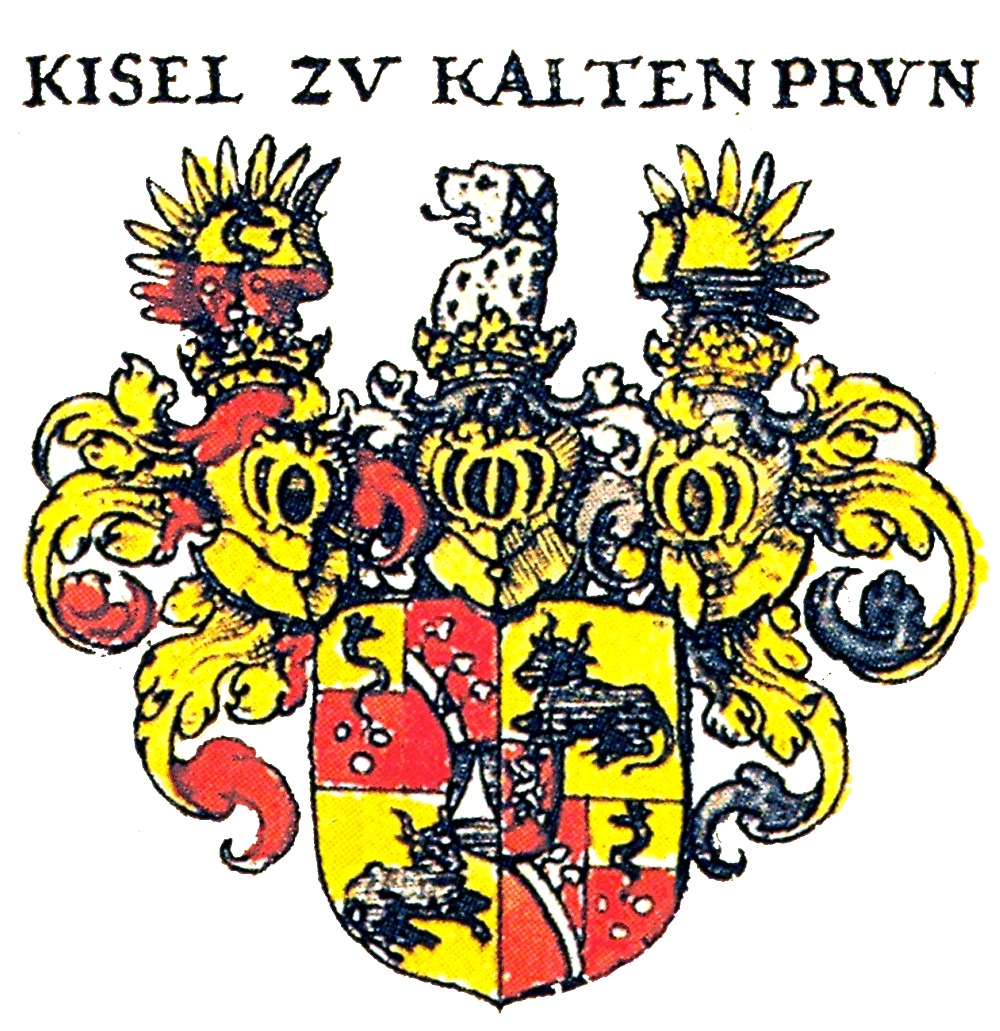
Wappen der 1590 in den Freiherrnstand erhobenen Khisl in Siebmachers Wappenbuch von 1605

Die Grafen Khisl führten einen quadrierten Schild, belegt mit gespaltenem Herzschild, darin rechts in Blau ein aufrechtes silbernes Dreieck (nach Wißgrill Stammwappen der Khisl, aber eigentlich der erloschen Kollnitz), links in Rot ein golden gekrönter silberner Löwe. Feld 1 gespalten: rechts Gold über Rot geteilt, das Ganze belegt mit einer aufrechten, einwärts schauenden gekrönten Schlange, die im unteren Feld von drei (2:1) silbernen Kugeln begleitet ist (Stammwappen der Khisl). Die andere Hälfte des 1. Feldes zeigt in Rot einen aufwärts gebogenen silbernen Schrägbalken, aus dem oben drei silberne Lindenblätter wachsen (auch zu Kollnitz gehörig). Feld 2 und 3 zeigt in Gold einen ruhenden, einwärts schauenden schwarzen Büffel. Feld 4 ist wie Feld 1, nur sind die Hälften seitengetauscht. Auf dem Schild ruhen drei gekrönte Bügelhelme, auf dem rechten mit rot-goldenen Decken ein geschlossener Flug, bezeichnet wie das Schlangen-Schildbild in Feld 1 des Hauptschildes, auf dem mittleren mit blau-silbernen Decken ein Brackenrumpf von Hermelin, das Ohr mit einem blauen Schrägkreuz belegt (späterhin auch als silberner Löwenrumpf dargestellt), auf dem linken mit schwarz-goldenen Decken ein geschlossener, Gold über Schwarz geteilter Flug. Der Unterschied zum bereits 1590 von Kaiser Rudolf II. zum Freiherrnstand erteilten Wappen, wie es noch 1605 in Johann Siebmachers Wappenbuch dargestellt ist, besteht in der Grafenkrone, die den Herzschild bedeckt. Dieses Wappen wurde 1640 auch dem Grafen Georg Bartholomeus Zwickel gen. Khissl († 1656), als von seinem Adoptivvater ererbt, von Kaiser Ferdinand III. bestätigt.